# Carl Ludwig Fernow
Carl Ludwig Fernow, né le 19 novembre 1763 à Blumenhagen et mort à Weimar le 4 décembre 1808, est un philologue prussien. 

## Biographie
On lui doit, entre autres, des éditions de Dante, de Pétrarque et de l'Arioste publiés en dix volumes sous le titre Raccolta d'autori classici italiani.

## Œuvres
- Tableau des mœurs et de la culture des Romains, 1802
- Grammaire italienne, 2 vol, 1804
- Leben des Künstlers Asmus Jakob Carstens. Ein Beitrag zur Kunstgeschichte des achtzehnten Jahrhunderts, Leipzig 1806.
- Römische Studien, 3 vol, Zurich, 1806–1808.
- Johann Joachim Winckelmanns gesammelte Werke. Walthersche Hofbuchhandlung, Dresde, 1808–1825.